# Allery
Allery là một xã ở tỉnh Somme, vùng Hauts-de-France, Pháp.

## Liên kết ngoài

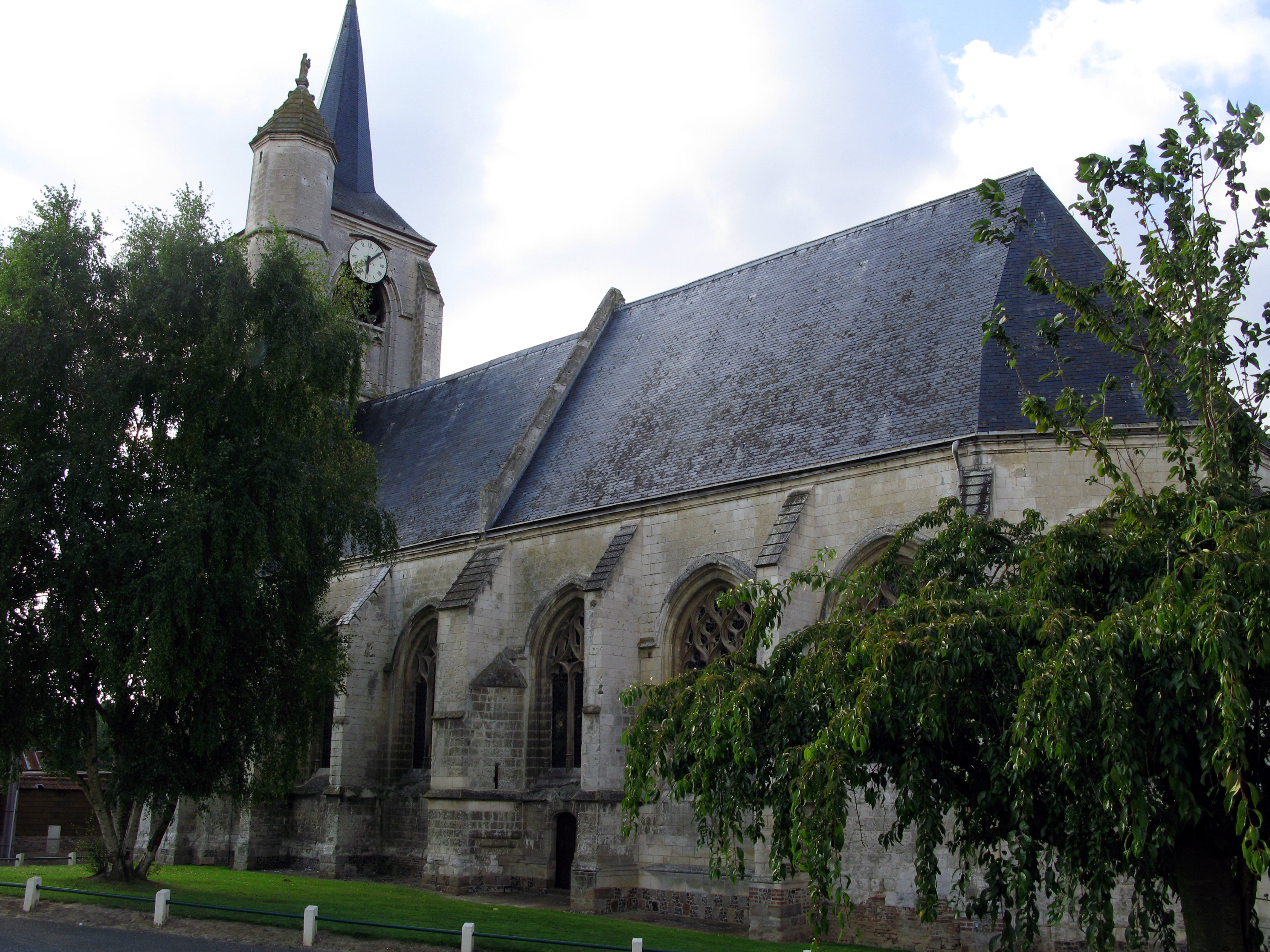
Around the church
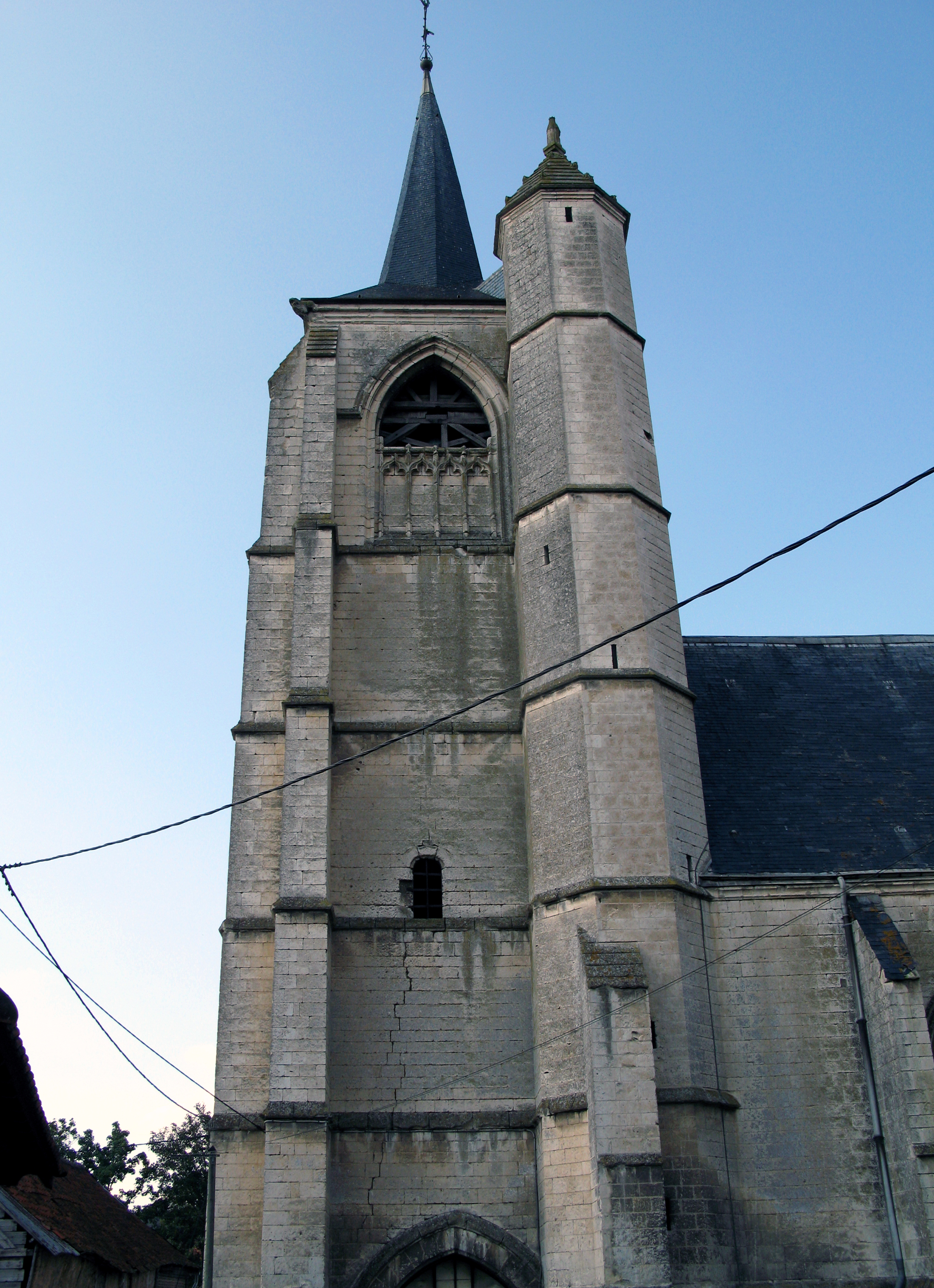
The bell-tower and external staircase
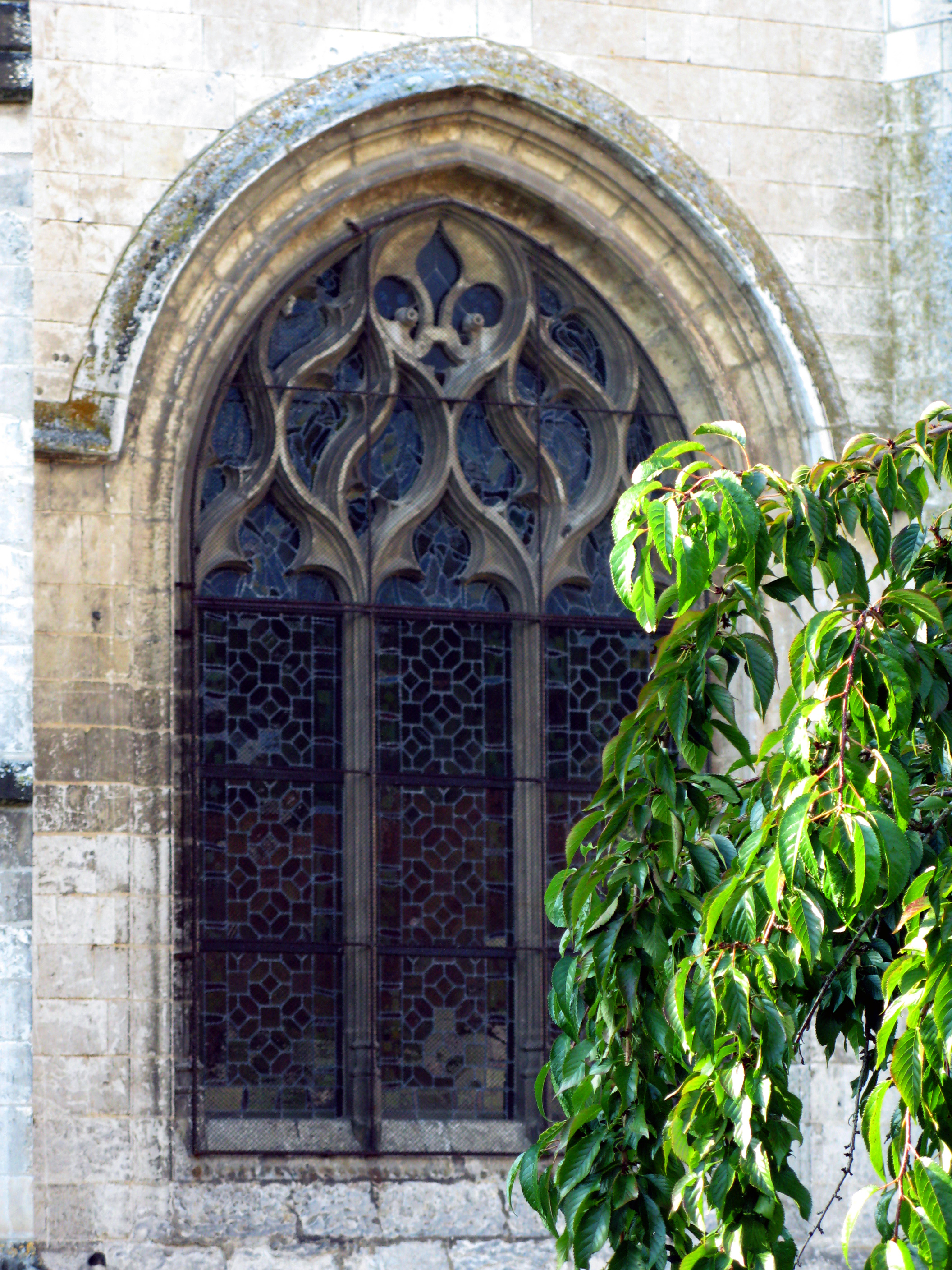
Fleur de lys decoration on the stained-glass
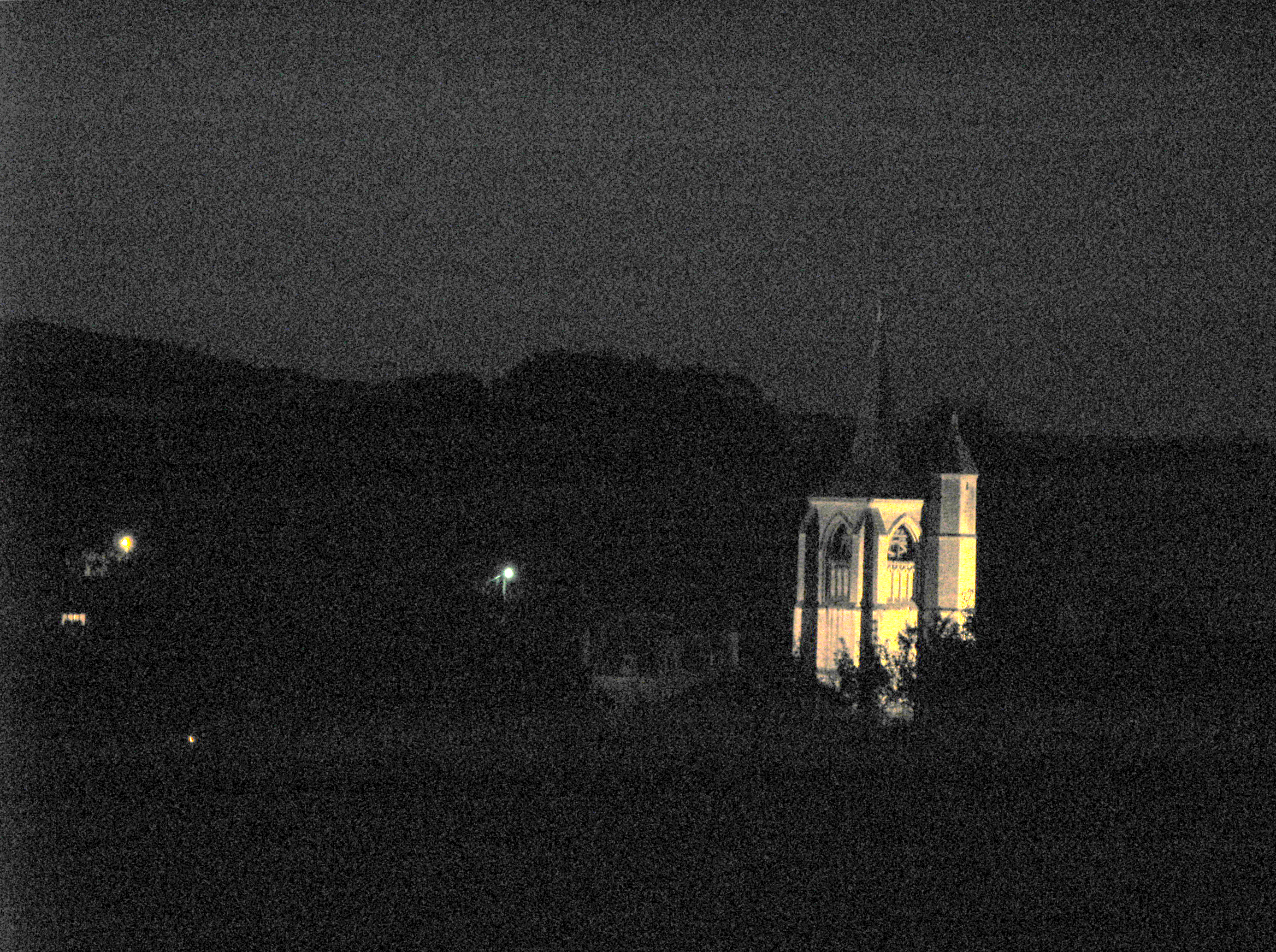
The bell-tower

## Population
| 1962                                                    | 1968 | 1975 | 1982 | 1990 | 1999 |
| ------------------------------------------------------- | ---- | ---- | ---- | ---- | ---- |
| 911                                                     | 911  | 863  | 790  | 736  | 752  |
| Kết quả điều tra từ năm 1962, dân số không tính hai lần |      |      |      |      |      |